# Ponari
Ponari är en ort i Montenegro. Den ligger i den södra delen av landet, 15 km söder om huvudstaden Podgorica. Ponari ligger 23 meter över havet och antalet invånare är 382.
Terrängen runt Ponari är platt åt sydost, men åt nordväst är den kuperad.  Trakten runt Ponari är nära nog obefolkad, med mindre än två invånare per kvadratkilometer. Närmaste större samhälle är Podgorica, 15,3 km norr om Ponari. I omgivningarna runt Ponari växer i huvudsak blandskog.